# Un homme à boue
Pour plus de détails, voir Fiche technique et Distribution.
Un homme à boue (Should Married Men Go Home?) est une comédie du cinéma muet américain de James Parrott sortie en 1928.

## Synopsis
Oliver voudrait bien rester sagement avec son épouse à la maison mais Laurel est venu le chercher pour aller jouer au golf et ne l'entend pas de cette oreille. Il s'incruste à la maison et accumule gaffe sur gaffe. Comme si cela était contagieux lorsqu'ils se retrouvent ensemble, Oliver s'y met aussi tellement que sa femme, excédée, finit par les envoyer tous les deux sur le green.

Là-bas, ce sont deux délicieuses tourterelles, une brune et une blonde, qui intéressent nos deux compères... Finalement ils finissent tout de même par jouer au golf mais la partie se termine dans un gigantesque bain de boue !

## Fiche technique
- Titre original : Should Married Men Go Home?
- Titre français : Un homme à boue
- Réalisation : James Parrott
- Assistant réalisateur : Lloyd French
- Directeur de production : Leo McCarey
- Scénario : Leo McCarey, James Parrott (scénario) et H. M. Walker (intertitres)
- Montage : Richard C. Currier
- Photographie : George Stevens[1]
- Producteur : Hal Roach
- Société de production : Hal Roach Studios
- Société de distribution : Metro-Goldwyn-Mayer
- Pays d’origine : États-Unis
- Langue : intertitres en anglais
- Format : Noir et blanc - 35 mm - 1,37:1  -  Muet
- Genre : comédie
- Longueur : deux bobines
- Date de sortie : États-Unis : 8 septembre 1928

## Distribution
Source principale de la distribution :
- Stan Laurel : Stan
- Oliver Hardy : Mr. Hardy

Reste de la distribution non créditée :
- John Aasen : le golfeur de grande taille
- Chet Brandenburg : un caddie
- Dorothy Coburn : une combattante dans la boue
- Kay Deslys : Mrs Hardy
- Charlie Hall : Soda Jerk
- Jack Hill : un combattant dans la boue
- Edgar Kennedy : un golfeur
- Sam Lufkin : le commerçant
- Edna Marion : la petite amie blonde
- Viola Richard : la petite amie brune
- Lyle Tayo : la golfeuse